# Okręg Rennes
Okręg Rennes (fr. Arrondissement de Rennes) – okręg w północno-zachodniej Francji. Populacja wynosi 540 tysięcy.

## Podział administracyjny
W skład okręgu wchodzą następujące kantony:
- Bécherel,
- Betton,
- Bruz,
- Cesson-Sévigné,
- Châteaugiron,
- Hédé,
- Janzé,
- Liffré,
- Montauban-de-Bretagne,
- Montfort-sur-Meu,
- Mordelles,
- Plélan-le-Grand,
- Rennes-Bréquigny,
- Rennes-Centre,
- Rennes-Centre-Ouest,
- Rennes-Centre-Sud,
- Rennes-Est,
- Rennes-le-Blosne,
- Rennes-Nord,
- Rennes-Nord-Est,
- Rennes-Nord-Ouest,
- Rennes-Sud-Est,
- Rennes-Sud-Ouest,
- Saint-Aubin-d'Aubigné,
- Saint-Méen-le-Grand.